# Historische Haselnussplantage

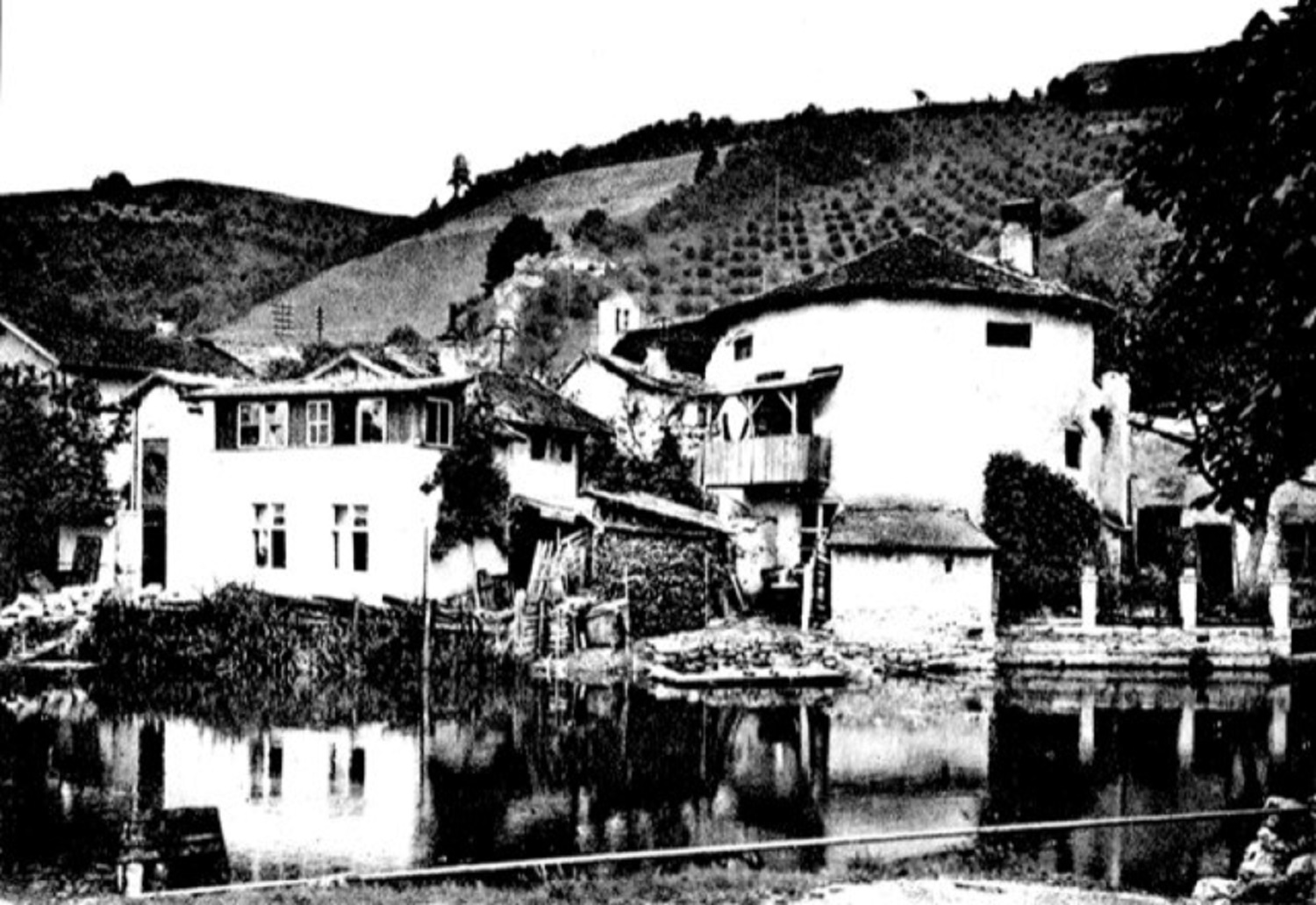
Sicht auf die Haselnussplantage an den Hängen der Altmühl vom Areal des Turmschmieds in Eichstätt

Die Historische Haselnussplantage in Eichstätt ist eine freizugängliche Plantage aus dem frühen 20. Jahrhundert, die sich hinter dem Kloster St. Walburg, unterhalb der Wintershofer Steinbrüche am Jurahang befindet. Sie ist über den Altmühltal-Panoramaweg oder den Nüsslerweg zu erreichen.

## Entstehung
Während des Ersten Weltkriegs wurden im Altmühltal mehrere Haselnussplantagen angelegt, die wegen ihres hohen Nutz- und Nährwerts von der Bevölkerung sehr geschätzt wurden. In den Ortschaften und Dörfern entlang der Altmühl wurden die dortigen Lehrer von der  Regierung beauftragt, gemeinsam mit ihren Schülern die Haselnusssträucher auf ausgewählten Grundstücken zu pflanzen.
In Eichstätt wurde vom Kommerzienrat Alberter, einem wohlhabenden Eichstätter Schuhfabrikanten, das Grundstück 1915 der Stadt abgekauft. Er ließ das Grundstück aus philanthropischen Beweggründen für magere Zeiten für die Eichstätter Bevölkerung bestellen. Wegen der Steillage waren größere Erdarbeiten nötig, um den Hang terrassenartig zu sichern und dann bepflanzen zu können. Diese anstrengenden Erd- und Pflanzabeiten mussten französische Kriegsgefangene, die auf der Willibaldsburg untergebracht waren, übernehmen.

## Lage und Aufbau
Die Haselreihen der Plantage befinden sich im Norden Eichstätts, an der Hangseite der schmalen Altmühlschlaufe, unterhalb der Wintershofer Steinbrüche. Die Pflanzung ist zu Fuß über den Altmühltal-Panoramaweg oder den weiter unten gelegenen Nüsslerweg zu erreichen. Früher soll die Plantage bis über den Hang hinter dem Kloster St. Walburg gereicht haben.
Auf Terrassenstufen wurden die Haselnusspflanzen in Reihe gesetzt. Aus dem einst steinigen und unzugänglichen Acker am Stadtrand wurde eine  Haselnussplantage, die aus der Ferne gut sichtbar ist.

## Bedeutung
Die zahlreichen für alle zugänglichen Pflanzen sorgten für eine nahrhafte und gesunde Bereicherung während des Kriegs. Wegen der großen Lebensmittel- und Rohstoffknappheit in Kriegszeiten wurden alle Pflanzen, die als Ersatzstoffe für Industrie und Lebensmittel genutzt werden konnten, überlebenswichtig: Haselnüsse wurden zur Ölgewinnung, zur Herstellung von Mehl sowie als haltbare Notration eingesetzt. Neben den Nüssen als Nahrungsmittel waren auch die Nussruten beliebte Materialien im Handwerk und für die einfache Werkzeugherstellung.

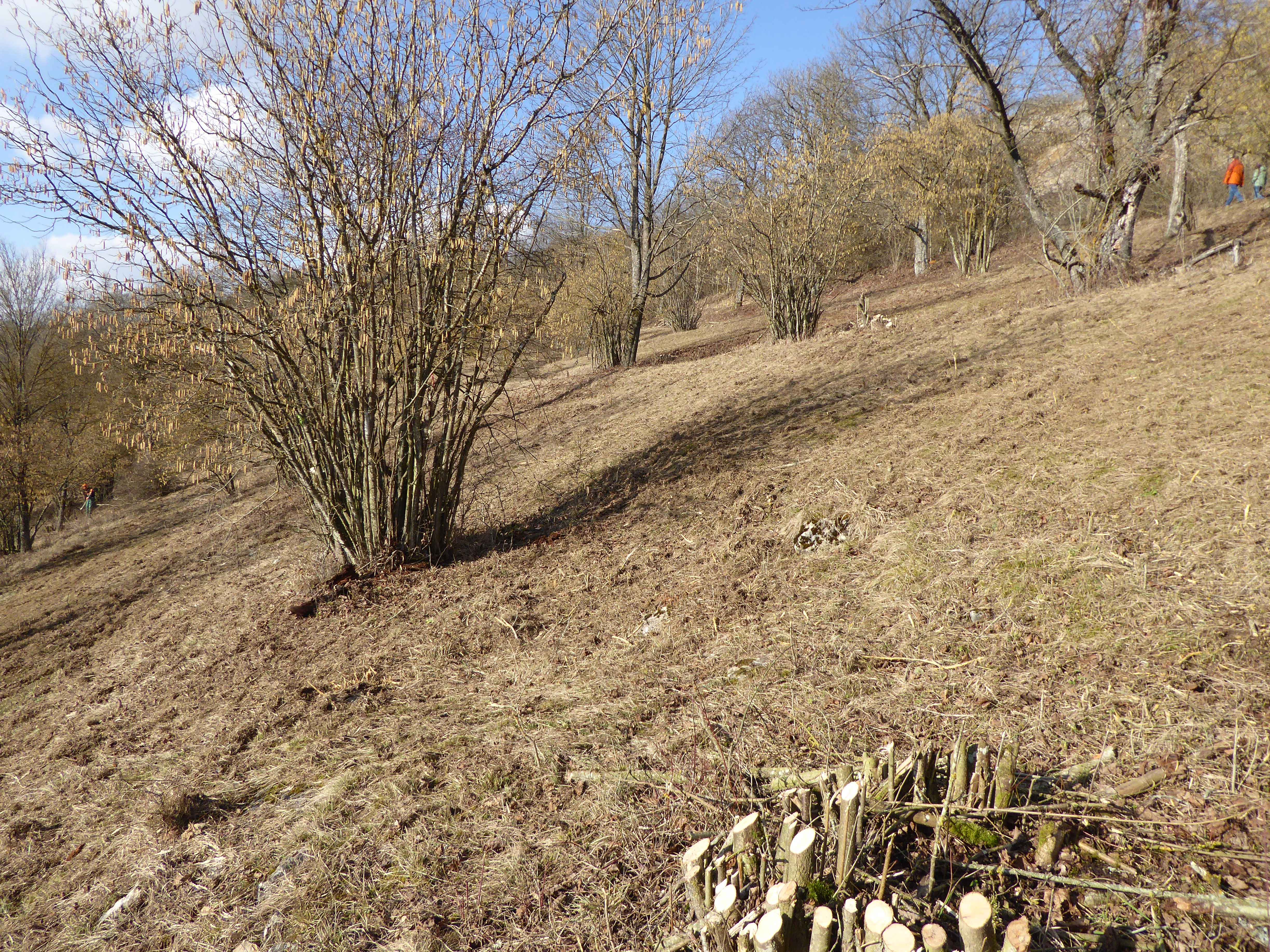
Verjüngung und Rückschnitt der Haselnussplantage durch den Landschaftspflegeverband Eichstätt

Die Plantagen wurden noch bis Ende des Zweiten Weltkriegs bewirtschaftet und instand gehalten. Ab den 1950er Jahren verwuchsen die nun nicht mehr verwendeten Plantagen auf Grund mangelnder Pflege. Im Jahr 2018 wurde die alte Haselnussplantage dann wieder erstmalig vom Landschaftspflegeverband „verjüngt“, um den Magerrasen und die Haselreihen als historische Kulturlandschaft und wichtigen Lebensraum für gefährdete Tierarten, beispielsweise den des streng geschützten Apollofalters, zu erhalten.